# 甘溪镇 (蒲江县)
甘溪镇，是中华人民共和国四川省成都市蒲江县下辖的一个乡镇级行政单位。

## 行政区划
甘溪镇下辖以下地区：
龙泉社区、泉滩村、藕塘村、明月村、新民村和箭塔村。